# Uroplatus malama
Espèce
Statut de conservation UICN

 VU B1ab(iii) : Vulnérable
Statut CITES
Uroplatus malama est une espèce de geckos de la famille des Gekkonidae.

## Répartition
Cette espèce est endémique du sud de Madagascar. Elle se rencontre dans les monts Anosy.

## Habitat
Ce gecko vit dans la forêt tropicale humide de moyenne altitude et de montagne, entre 100 et 1 700 m d'altitude. Il n'y reçoit quasiment jamais la lumière directe du soleil[réf. souhaitée].
Le climat est tropical humide, mais sans températures excessives : pas plus de 25 °C la journée et environ 20 °C la nuit, avec une chute modérée durant l'hiver. L'hygrométrie est élevée, pouvant dépasser les 70 % voire les 80 % selon la saison et l'heure.

## Description
C'est un gecko arboricole, nocturne et insectivore.
Les mâles présentent deux renflements à la base de la queue, le logement des hémipénis.
Comme tous les Uroplatus cet animal compte plus sur son camouflage que sur sa vitesse pour échapper aux prédateurs. C'est de plus un nocturne strict, et un arboricole qui ne s'aventure quasiment jamais au sol.

## Alimentation
Ce gecko est insectivore, il attrape les proies qui passent à sa portée ou se laisse tomber sur elles depuis les branches.

## Publication originale
- Nussbaum & Raxworthy, 1995 : New Uroplatus Duméril (Reptilia: Squamata: Gekkonidae) of the ebenaui-group from the Anosy Mountains of southern Madagascar. Copeia, vol. 1995, n. 1, p. 118-124.